# Tampere Open 2023
Il Tampere Open 2023 è stato un torneo maschile di tennis professionistico giocato sulla terra rossa. È stata la 41ª edizione del torneo, facente parte della categoria Challenger 75 nell'ambito dell'ATP Challenger Tour 2023. Si è giocato al Tampere Tennis Center di Tampere, in Finlandia, dal 17 al 23 luglio 2023.

## Partecipanti

### Teste di serie
| Nazionalità | Giocatore        | Ranking* | Testa di serie |
| ----------- | ---------------- | -------- | -------------- |
| Ungheria    | Zsombor Piros    | 113      | 1              |
| Cile        | Cristian Garín   | 124      | 2              |
| Slovacchia  | Lukáš Klein      | 152      | 3              |
| Belgio      | Kimmer Coppejans | 188      | 4              |
| Rep. Ceca   | Dalibor Svrčina  | 193      | 5              |
| Italia      | Riccardo Bonadio | 194      | 6              |
| India       | Sumit Nagal      | 225      | 7              |
| Italia      | Edoardo Lavagno  | 230      | 8              |

* Ranking al 3 luglio 2023.

### Altri partecipanti
I seguenti giocatori hanno ricevuto una wild card per il tabellone principale:
- Cristian Garín
- Patrick Kaukovalta
- Jiří Veselý

I seguenti giocatori sono passati dalle qualificazioni:
- Valentin Vacherot
- Lorenzo Rottoli
- Duje Ajduković
- Rémy Bertola
- Ergi Kırkın
- Toby Kodat

## Punti e montepremi
| Torneo    | Torneo              | V     | F     | SF    | QF    | 2T    | 1T  | Q | Q2  | Q1  |
| Singolare | Punti               | 75    | 50    | 30    | 16    | 7     | 0   | 4 | 2   | 0   |
| Singolare | Premi in denaro (€) | 9,880 | 5,820 | 3,450 | 2,000 | 1,165 | 720 | – | 360 | 185 |
| Doppio    | Punti               | 75    | 50    | 30    | 16    | –     | 0   | – | –   | –   |
| Doppio    | Premi in denaro (€) | 4,250 | 2,450 | 1,480 | 880   | –     | 500 | – | –   | –   |

## Campioni

### Singolare
Sumit Nagal ha sconfitto in finale  Dalibor Svrčina con il punteggio di 6–4, 7–5.

### Doppio
Szymon Kielan /  Piotr Matuszewski hanno sconfitto in finale  Vladyslav Orlov /  Adam Taylor con il punteggio di 6–4, 7–6(7).